# Matthew Gilmore
Matthew Gilmore (Gent, 11 september 1972) is een voormalig Belgisch baanwielrenner en de zoon van de Australische voormalige wielrenner Graeme Gilmore. Ook is hij de neef van de vroegtijdig overleden wielrenner Tom Simpson.

## Carrière
Zijn eerste successen kende hij samen met Etienne De Wilde, waarmee hij in 1997 zijn eerste zesdaagse (Gent) en in 1998 het wereldkampioenschap ploegkoers in Bordeaux won. In 2000 en 2001 won hij dan samen met De Wilde het Europees kampioenschap ploegkoers. Op de Olympische Zomerspelen 2000 won hij samen met De Wilde een zilveren medaille op de ploegkoers. In 2001 won hij de Zesdaagse van Amsterdam, deze keer gekoppeld aan de Australiër Scott McGrory. In 2003 schreef hij voor de derde maal de Zesdaagse van Gent op zijn naam, samen met Bradley Wiggins.
Van 2004 tot 2006 reed hij samen met Iljo Keisse, een andere Gentse baanwielrenner. Zij wonnen hij in het seizoen 2005-2006 drie zesdaagses : in Grenoble, Gent en Hasselt en het Europees kampioenschap.

## Val in Ninove
Op 20 juli 2006 kwam Matthew Gilmore tijdens een wedstrijd in Ninove in botsing met een paaltje langs de kant van de weg. De Australiër liep een open dijbeenbreuk en een gebroken knieschijf op. Als gevolg van deze val kondigde hij op 15 mei 2007 zijn afscheid aan. Gilmore had te veel last van zijn knie om terug op een aanvaardbaar niveau te komen.

## Palmares

### Zesdaagse-overwinningen
| Nr. | Jaar | Zesdaagse van            | Samen met         |
| --- | ---- | ------------------------ | ----------------- |
| 1   | 1997 | Gent                     | Etienne De Wilde  |
| 2   | 2000 | Gent                     | Silvio Martinello |
| 3   | 2001 | Mexico                   | Scott McGrory     |
| 4   | 2001 | Amsterdam                | Scott McGrory     |
| 5   | 2001 | Bremen                   | Scott McGrory     |
| 6   | 2001 | Gent                     | Scott McGrory     |
| 7   | 2001 | Zürich                   | Scott McGrory     |
| 8   | 2001 | Aguascalientes           | Scott McGrory     |
| 9   | 2002 | München                  | Scott McGrory     |
| 10  | 2002 | Zesdaagse van Kopenhagen | Scott McGrory     |
| 11  | 2002 | Fiorenzuola              | Scott McGrory     |
| 12  | 2003 | Stuttgart                | Scott McGrory     |
| 13  | 2003 | Gent                     | Bradley Wiggins   |
| 14  | 2004 | München                  | Scott McGrory     |
| 15  | 2005 | Fiorenzuola              | Iljo Keisse       |
| 16  | 2005 | Grenoble                 | Iljo Keisse       |
| 17  | 2005 | Gent                     | Iljo Keisse       |
| 18  | 2006 | Hasselt                  | Iljo Keisse       |

### Piste
| Jaar | BK/AK      | EK                                    | WK                                 | Overig               |
| ---- | ---------- | ------------------------------------- | ---------------------------------- | -------------------- |
| 1990 |            |                                       | Ploegenachtervolging               |                      |
| 1993 | Ploegkoers |                                       |                                    |                      |
| 1998 |            |                                       | Ploegkoers met Etienne De Wilde    |                      |
| 2000 |            | Ploegkoers met Etienne De Wilde Derny | Puntenkoers                        | OS Ploegkoers        |
| 2001 |            | Ploegkoers met Etienne De Wilde Derny |                                    |                      |
| 2002 |            | Derny                                 | Ploegkoers met Iljo Keisse         |                      |
| 2005 |            | Ploegkoers met Iljo Keisse            | Scratch Ploegkoers met Iljo Keisse | WB Moskou Ploegkoers |

### Weg
1994
- 1e etappe Jayco Bay Cycling Classic

1996
- Houtem

1999
- Berlare

2002
- Ulverstone

## Resultaten in voornaamste wedstrijden
| Jaar | Gent-Wevelgem |
| ---- | ------------- |
| 1997 | 132e          |

Andersen ·
Blaudzun · 
Corvers ·
Gilmore ·
Hamburger ·
Hoffman ·
Johansen ·
Jørgensen · 
Kyneb ·
Larsen ·
Bjarke Nielsen · 
Piil ·
Piziks ·
Rasmussen ·
Rittsel ·
Sandstød ·
Skibby · 
Michael Steen Nielsen ·
Ruberti (stagiair)
Berden · Beyens · Daniels · De Schoenmaecker · Demeyere · Gerits · Gilmore · Guns · Leukemans · Schoonacker · Sijmens · Stremersch · Theunis · Van Capellen · Van Roosbroeck · Vanderaerden · Vanlandschoot · Vannoppen · Verstraeten · Vidts · Volckaerts (stagiair)
Aggiano · Baffi · Bettini · Bodrogi · Bramati · Cañada · Cancellara · Cheula · Cioni · Clerc · De Waele · Eisel · Evans · Fornaciari · Freire  · Garzelli · Gilmore · Horrillo · Hulsmans · Hunter · Martinez · McGrory · Nardello · Noè · Paolini · Petrov · Pozzato · Ratti · Rogers · Scinto · Steels · Tafi · Trampusch · Wegelius · Willems · Zanini · Davis (stagiair) · Moeravjov (stagiair)
Belaey · Berden · Daelmans · De Spiegelaere · Demeyere · Devolder · Gilmore · Kleynen · Kuyckx · Meys · Peeters · Schoonacker · Sijmens · Van De Walle · Van der Slagmolen · Van Huffel · Van Mechelen · Vanlandschoot · Verbrakel · Verstraeten · Wentzel · Willems · Caethoven (stagiair) · Vanhoudt (stagiair)
Barbé · Belaey · Caethoven · Daelmans · De Schrooder · De Spiegelaere · Demeyere · Gilmore · Kleynen · Kuyckx · Mertens · Meys · Peeters · Schoonacker · Van Der Linden · Van der Slagmolen · Van Huffel · Van Hyfte · Van Mechelen · Van Speybroeck · Veuchelen · Willems · Ghyllebert (stagiair) · Nevens (stagiair)
Barbé · Belaey · Caethoven · Daelmans · De Schrooder · Eeckhout · Ghyllebert · Gilmore · Hovelijnck · Huysmans · Keisse · Kleynen · Lisabeth · Mertens · Peeters · Stubbe · Van Der Linden · Van Impe · Van Mechelen · Van Speybroeck · Veuchelen · Willems · Wynants
Barbé · Belaey · Caethoven · D'Hollander · De Fauw · Dehaes · De Schrooder · Eeckhout · Ghyllebert · Gilmore · Hovelijnck · Huysmans · Keisse · Lisabeth · Pauwels · Renders · Stubbe · Van Der Linden · Van Mechelen · Vanheule · Verbist · Veuchelen · Willems · Wynants · Maes (stagiair)
Barbé · Caethoven · Coenen · D'Hollander · De Fauw · De Ketele · Dehaes · De Schrooder · Eeckhout · Ghyllebert · Gilmore · Hovelijnck · Keisse · Lisabeth · Maes · Pauwels · Renders · Schets · Stubbe · Van Der Linden · Vanendert · Vanheule · Verbist · Veuchelen